# Karol Stańczyk
Karol Jan Stańczyk (ur. 26 kwietnia 1897 w Sitkowcach, zm. po 1945) – kapitan dyplomowany piechoty Wojska Polskiego.

## Życiorys
Urodzoił się 26 kwietnia 1897 w Sitkowcach, w ówczesnym powiecie lipowieckim guberni kijowskiej, w rodzinie Karola (zm. 1935), pracownika miejscowej cukrowni i Janiny z Kaweckich. W 1915 ukończył gimnazjum w Kijowie. 1 kwietnia 1916 został wcielony do armii rosyjskiej i skierowany do Kijowskiej Szkoły Wojskowej. 1 sierpnia tego roku, po ukończeniu szkoły, został mianowany chorążym i wcielony do 17 zapasowego pułku strzelców syberyjskich (ros. 17-й Сибирский стрелковый запасный полк) w Nowonikołajewsku. 1 kwietnia 1917 został przeniesiony do 49 pułku strzelców syberyjskich (ros. 49-й Сибирский стрелковый полк), stacjonujacego na froncie pod Brzeżanami. 17 czerwca tego roku został ranny.
2 stycznia 1920 został mianowany z dniem 1 stycznia 1920 porucznikiem w piechocie. Pełnił wówczas służbę w Dowództwie Frontu Litewsko-Białoruskiego. W 1921 został przydzielony do Biura Ścisłej Rady Wojennej. Jego oddziałem macierzystym był 33 pułk piechoty. W tym czasie przysługiwał mu, obok stopnia wojskowego, tytuł „przydzielony do Sztabu Generalnego”. 3 maja 1922 został zweryfikowany w stopniu kapitana ze starszeństwem od 1 czerwca 1919 i 1865. lokatą w korpusie oficerów piechoty. Z dniem 1 listopada 1924 został przydzielony z Gabinetu Ministra Spraw Wojskowych do macierzystego 33 pp z równoczesnym odkomenderowaniem na roczny kurs doszkolenia w Wyższej Szkole Wojennej w Warszawie. Z dniem 15 października 1925, po ukończeniu kursu i otrzymaniu dyplomu naukowego oficera Sztabu Generalnego, został przydzielony do Dowództwa Okręgu Korpusu Nr I w Warszawie. W listopadzie 1927 został przeniesiony do Dowództwa Okręgu Korpusu Nr X w Przemyślu na stanowisko kierownika referatu. W lipcu 1929 został przeniesiony do 5 pułku strzelców podhalańskich w Przemyślu. We wrześniu 1930 został zwolniony z zajmowanego stanowiska i oddany do dyspozycji dowódcy Okręgu Korpusu Nr X. Z dniem 30 listopada 1930 został przeniesiony w stan spoczynku. W 1934, jako oficer stanu spoczynku pozostawał w ewidencji Powiatowej Komendy Uzupełnień Grodzisk Mazowiecki. Posiadał przydział do Oficerskiej Kadry Okręgowej Nr I. Był wówczas „przewidziany do użycia w czasie wojny”. W latach 1936–1939 był zatrudniony w Polskim Instytucie Rozrachunkowym. Mieszkał w Warszawie przy ul. Filtrowej 59.
We wrześniu 1939 walczył w obronie Warszawy jako oficer Oddziału IV Sztabu Armii „Warszawa”. Po kapitulacji załogi stolicy dostał się do niemieckiej niewoli, w której otrzymał numer jeniecki „5986”. Początkowo został osadzony w Oflagu IV A Hohnstein, później został przeniesiony do Oflagu II B Arnswalde, a 16 maja 1942 do Oflagu II D Gross-Born. W nocy z 18 na 19 sierpnia 1942 został ciężko ranny, gdy obóz został zbombardowany przez lotnictwo. W lutym 1945 wrócił do Polski.
28 kwietnia 1935 ożenił się z Jadwigą z Ostapowiczów. Dzieci nie miał.

## Ordery i odznaczenia
- Krzyż Kawalerski Orderu Odrodzenia Polski – 31 grudnia 1923[16][a]
- Krzyż Walecznych[17][18][19]
- Krzyż na Śląskiej Wstędze Waleczności i Zasługi
- Medal Pamiątkowy za Wojnę 1918–1921 – 1928
- Medal Dziesięciolecia Odzyskanej Niepodległości – 1928
- Brązowy Medal za Długoletnią Służbę – 1938
- Krzyż Oficerski Orderu Białej Róży Finlandii – 1927[20]
- Krzyż Kawalerski francuskiej Legii Honorowej nr 30535 – 23 czerwca 1925[21]
- Krzyż Kawalerski belgijskiego Orderu Korony – 1924[22][18]
- łotewski Medal Pamiątkowy 1918-1928 – 6 sierpnia 1929[23]
- Medal Zwycięstwa[18]
- francuski Medal Pamiątkowy Wielkiej Wojny

17 stycznia 1933 Komitet Krzyża i Medalu Niepodległości odrzucił wniosek o nadanie mu tego odznaczenia „z powodu braku pracy niepodległościowej”.